# Kievskij (Oblast' di Mosca)
Kievskij è una cittadina della Russia europea centrale. Fino al 1º giugno 2012 è appartenuta amministrativamente al rajon Naro-Fominskij dell'oblast' di Mosca. Dopo tale data, è stata inclusa nel distretto di Troickij della città di Mosca.
Sorge lungo la ferrovia Mosca-Brjansk, alcune decine di chilometri a sudovest della capitale russa.